# グッド・バイ・マイ・ラブ (アルバム)
『グッド・バイ・マイ・ラブ』は、1974年7月5日に発売されたアン・ルイスの1枚目のベスト・アルバム。発売元はビクターレコード。規格品番は、LP: SJX-187。

## 概要
デビューシングル「白い週末」から6枚目のシングル「グッド・バイ・マイ・ラブ」までのA・B面曲が全て収録されており、アルバム収録曲などを含まないシングル・ベストとなっている。
収録曲順は、最新シングル「グッド・バイ・マイ・ラブ」が先頭に据えられ、それから時代を遡る形での構成がなされている。
2018年3月7日には、発売からおよそ44年の年月を経て初のCD化が紙ジャケット仕様で実現された。品番はVICL-64958。

## 収録曲

### LP

#### Side A
1. グッド・バイ・マイ・ラブ
作詞：なかにし礼 / 作曲：平尾昌晃 / 編曲：竜崎孝路
  - 6枚目のシングルA面曲。
2. 暗くなるまで待って
作詞：なかにし礼 / 作曲：平尾昌晃 / 編曲：竜崎孝路
  - 「グッド・バイ・マイ・ラブ」のB面曲。
3. おぼえてますか
作詞：安井かずみ / 作曲・編曲：川口真
  - 5枚目のシングルA面曲。
4. あのね……
作詞：安井かずみ / 作曲：ジェーン・ナカシマ / 編曲：川口真
  - 「おぼえてますか」のB面曲。
5. 悲しみはふるさとの想い出
作詞：加能順也 / 作曲・編曲：川口真
  - 「わかりません」のB面曲。
6. わかりません
作詞：なかにし礼 / 作曲：ジェーン・ナカシマ / 編曲：川口真
  - 4枚目のシングルA面曲。

#### Side B
1. ハッピー・ヨコハマ
作詞：なかにし礼 / 作曲：ハインツ・キーリンク、クルト・ヘルタ / 編曲：川口真
  - 3枚目のシングルA面曲。
2. 北国の雨にぬれて
作詞：なかにし礼 / 作曲・編曲：川口真
  - 「ハッピー・ヨコハマ」のB面曲。
3. 明日になったら
作詞：なかにし礼 / 作曲・編曲：川口真
  - 2枚目のシングルA面曲。
4. 愛の聖書
作詞：なかにし礼 / 作曲・編曲：川口真
  - 「明日になったら」のB面曲。
5. 白い街サッポロ
作詞：なかにし礼 / 作曲・編曲：川口真
  - 「白い週末」のB面曲。
6. 白い週末
作詞：なかにし礼 / 作曲・編曲：川口真
  - デビューシングルA面曲。

### CD
1. グッド・バイ・マイ・ラブ
2. 暗くなるまで待って
3. おぼえてますか
4. あのね……
5. 悲しみはふるさとの想い出
6. わかりません
7. ハッピー・ヨコハマ
8. 北国の雨にぬれて
9. 明日になったら
10. 愛の聖書
11. 白い街サッポロ
12. 白い週末

## 参考資料
- オリコン『ALBUM CHART-BOOK COMPLETE EDITION 1970-2005』オリコン・マーケティング・プロモーション、2006年4月。ISBN 978-4-87131-077-2。
- アン・ルイス、初期アルバム7作品が紙ジャケ仕様で復刻  –  音楽ナタリー
- アン・ルイス、1972～1977年にリリースした初期アルバム6作を配信開始  – OKMUSiC
- アン・ルイスの初期アルバム7タイトルがCD化！  – 大人のMusicCalendar